# Jacek Świdziński

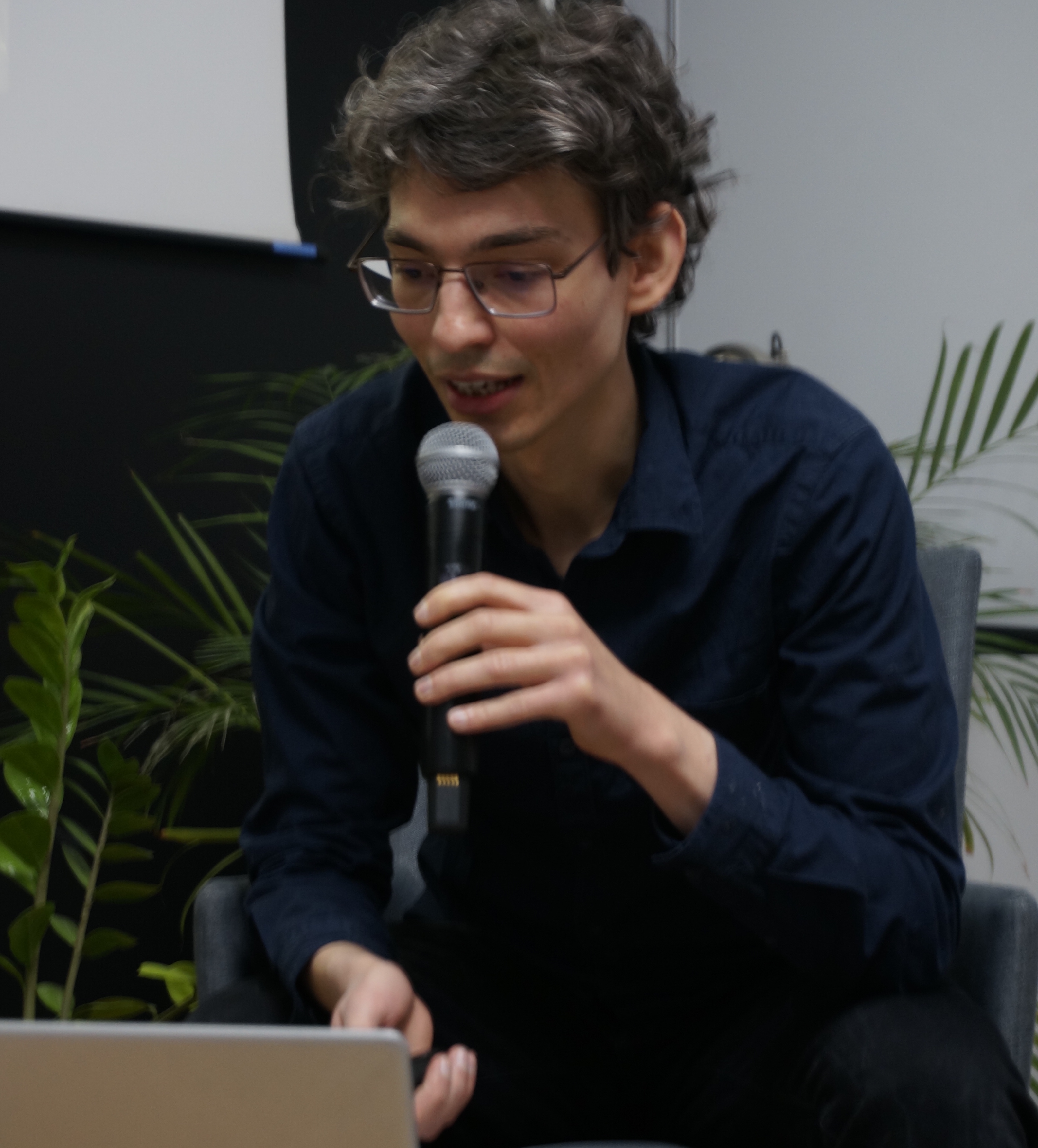
Jacek Świdziński w czasie spotkania autorskiego

Jacek Świdziński (ur. 1988) – polski autor komiksów, laureat Paszportu „Polityki”. 

## Życiorys
Ukończył studia w zakresie kulturoznawstwa na Uniwersytecie Warszawskim. Rysunku nauczył się sam. W 2008 roku ukazał się jego debiutancki komiks Paproszki, czyli małe piszczące ludziki. Jest autorem tak strony graficznej jak i scenariuszy swoich komiksów.
Komiksy Świdzińskiego charakteryzują się minimalistyczną, prostą kreską, która bywała porównywana do prac Bohdana Butenki. W warstwie fabularnej wykorzystuje różne techniki narracyjne, w tym prowadzenie niezależnych od siebie wątków w A niech cię, Tesla, czy strukturę przypominającą szkatułkową w przypadku Paproszki, czyli małe piszczące ludziki.
Jego komiksy i artykuły ukazały się na łamach „Kontekstów”, „Kwartalnika Filmowego”, „Przekroju”, „The Guardian” i „Le Monde”. Jego prace można było zobaczyć podczas wystaw i pokazów w takich miejscach, jak Zachęta Narodowa Galeria Sztuki, Galeria Sztuki Współczesnej „Bunkier Sztuki”, Galeria Arsenał w Białymstoku czy Lieu d'Europe w Strasburgu.

## Dzieła
- Paproszki, czyli małe piszczące ludziki, 2008
- Przygody Powstania Warszawskiego, 2008
- A niech cię, Tesla!, 2013
- Zdarzenie 1908, 2014
- Wielka ucieczka z ogródków działkowych, 2015[3]
- Powstanie – film narodowy, 2017[2]
- Festiwal, 2023[4]

## Nagrody i wyróżnienia
Laureat nagród i wyróżnień, w tym Nagrody Literackiej im. Henryka Sienkiewicza (za Zdarzenie 1908, 2014), nagrody dla najlepszego polskiego albumu komiksowego 27. Międzynarodowego Festiwalu Komiksu w Łodzi (za Wielką ucieczkę z ogródków działkowych, 2015) czy Nagrody Polskiego Stowarzyszenia Komiksowego dla najlepszego scenarzysty (za Powstanie – film narodowy, 2017). 
W styczniu 2024 roku Festiwal zdobył nagrodę Paszport „Polityki” w kategorii „Książka” – był to pierwszy komiks z nominacją w historii nagrody. Za ten sam tytuł otrzymał nagrodę dla najlepszego polskiego albumu komiksowego 34. Międzynarodowego Festiwalu Komiksu i Gier w Łodzi oraz nominacje do Nagrody Literackiej Prezydenta Miasta Białegostoku im. Wiesława Kazaneckiego i Nagrody Literackiej m.st. Warszawy.